# Condor (filme)
Condor é um documentário brasileiro de 2007, dirigido por Roberto Mader. São mostrados vários depoimentos e imagens de arquivo das crises políticas da América do Sul dos anos de 1960 e 1970, procurando destacar as ações da chamada Operação Condor, nome atribuído a um acordo entre as polícias secretas dos países do Cone Sul com conhecimento da CIA, que teria resultado em várias ações violentas dos governos militares contra militantes e representantes da esquerda comunista e socialista da região.

## Enredo

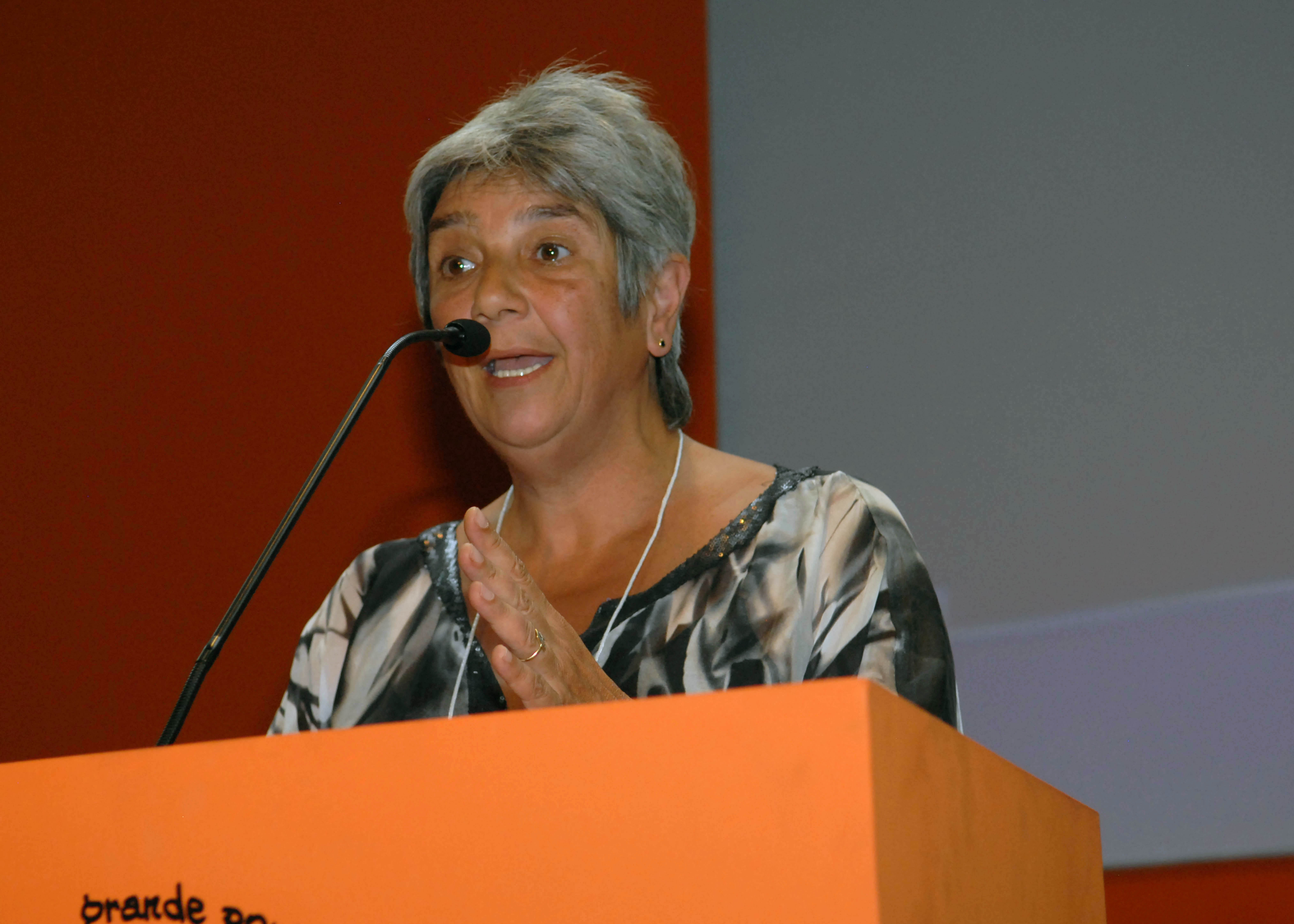
Lilian Celiberti em 2010

A primeira cena data de 14 de fevereiro de 2005 e é de uma reunião da AUNAR, uma associação argentina, cujos membros  tentam justificar a repressão no pais nos anos de 1970, alegando uma rebeldia dos jovens na época que confrontavam as instituições nacionais. Em depoimento, o general chileno Manuel Contreras, ex-dirigente da DINA, nega a existência da Operação Condor. Menciona uma reunião dos órgãos de inteligência da América do Sul, na qual foi estabelecido um sistema de troca de informações que foi chamado por um orador de "Sistema Condor". Fernando Gabeira que estava no Chile na época da derrubada de Salvador Allende (1973), diz que havia a presença de militares brasileiros no país e que suspeitava desse acordo entre os paises. Jarbas Passarinho declara que o presidente Ernesto Geisel impediu a participação do Brasil nisso. No entanto, é citado o caso do sequestro da uruguaia Lilian Celiberti em novembro de 1978 cujos autores foram surpreendidos em flagrante por jornalistas brasileiros que identificaram um policial brasileiro participando da ação (o ex-futebolista Didi Pedalada). São mostradas ainda as cenas e as investigações sobre a morte do ex-chanceler chileno Orlando Letelier em Washington, D.C., do capitão Carlos Prats e do desaparecimento de 119 chilenos. O caso dos desaparecimentos dos filhos dos militantes capturados e mortos também é destacado, mostrando a ação da Cúria de São Paulo sob a liderança do Cardeal Dom Paulo Evaristo Arns na proteção aos refugiados e busca de informações. Cenas sobre a condenação do ex-presidente argentino Videla e a deportação de Pinochet também são exibidas.
Conta ainda com depoimentos do autor John Dinges, Augusto Pinochet Hiriart - filho do ex-presidente Augusto Pinochet, da jornalista chilena Mónica González, de Fabíola Letelier - irmã do ex-chanceler citado, entre outros.

## Premiação
- Festival de Gramado de 2007 - Prêmio especial do júri como melhor longa brasileiro.[carece de fontes?]